# Antonio Rincón
Antonio Rincón Gómez (Los Molares, provincia de Sevilla, 26 de febrero de 1942 - Sevilla, 25 de mayo de 2024) fue un futbolista español que se desempeñaba como defensor.
Tras colgar las botas, sería entrenador del Sevilla Atlético en las temporadas 1982-83 y 1983-84 y del CD Utrera en la temporada 1989-90. 

## Clubes
| Club       | País   | Año         |
| ---------- | ------ | ----------- |
| Sevilla FC | España | 1966 - 1973 |
| Granada CF | España | 1973 - 1975 |
| Xerez CD   | España | 1975 - 1976 |